# Nicolás Daponte
Nicolás Daponte (San Justo, 17 de septiembre de 1928-21 de julio de 1997), fue un futbolista argentino que se desempeñaba en el Club Atlético Lanús como centrocampista, fue integrante del histórico equipo de Lanús apodado «Los Globetrotters», equipo que lograría la Copa Juan Domingo Perón en 1955 y el subcampeonato del fútbol argentino en el año 1956.

## Trayectoria

### Primeros pasos
Nicolás Daponte, desde joven mostró aptitudes para el fútbol y se formó en las divisiones inferiores de Racing Club, uno de los clubes más destacados del país. Sin embargo, no llegó a debutar en el primer equipo de la "Academia", ya que en 1948 fue cedido al Club Atlético Lanús como parte de una operación que involucró el traspaso del arquero Antonio Rodríguez al club de Avellaneda.

### Lanús
Daponte hizo su debut profesional con Lanús el 4 de abril de 1948, en un partido contra Boca Juniors por la Copa Británica, disputado en La Bombonera, con una derrota por 2-1. En ese encuentro, jugó como wing derecho y compartió una jornada histórica en la que también debutaron ocho árbitros ingleses contratados por la Asociación del Fútbol Argentino (AFA) para mejorar la imparcialidad en el arbitraje local. Durante el campeonato de primera división de ese año, participó en siete encuentros y anotó siete goles, demostrando una notable efectividad ofensiva.
En 1949, Daponte se convirtió en un titular indiscutible en el equipo de Lanús. Sin embargo, ese año el club perdió la categoría tras una recordaddefinición contra Huracán, en la que el equipo granate se vio perjudicado por decisiones arbitrales controversiales. A pesar del descenso, Daponte permaneció en el club y se adaptó a nuevas posiciones en el campo, incluyendo la de back derecho. En 1950, ya en Primera B, fue una pieza clave para que Lanús lograra el título de campeón y el ascenso a primera división.
A partir de 1951, Daponte destacó como medio derecho en un Lanús que sorprendió al fútbol argentino al culminar la primera rueda como líder absoluto del torneo. 
Algunos años más tarde, en el equipo conocido como "Los Globetrotters" por su estilo de juego vistoso y versátil, alcanzó su apogeo en los años 1955/1956 bajo la dirección técnica de Juan Bautista Cevasco, Lanús conquistó la Copa Juan Domingo Perón, un torneo oficial organizado por la AFA. Al año siguiente, en 1956, el equipo logró el subcampeonato de primera división, consolidando a Daponte como uno de los pilares del plantel.

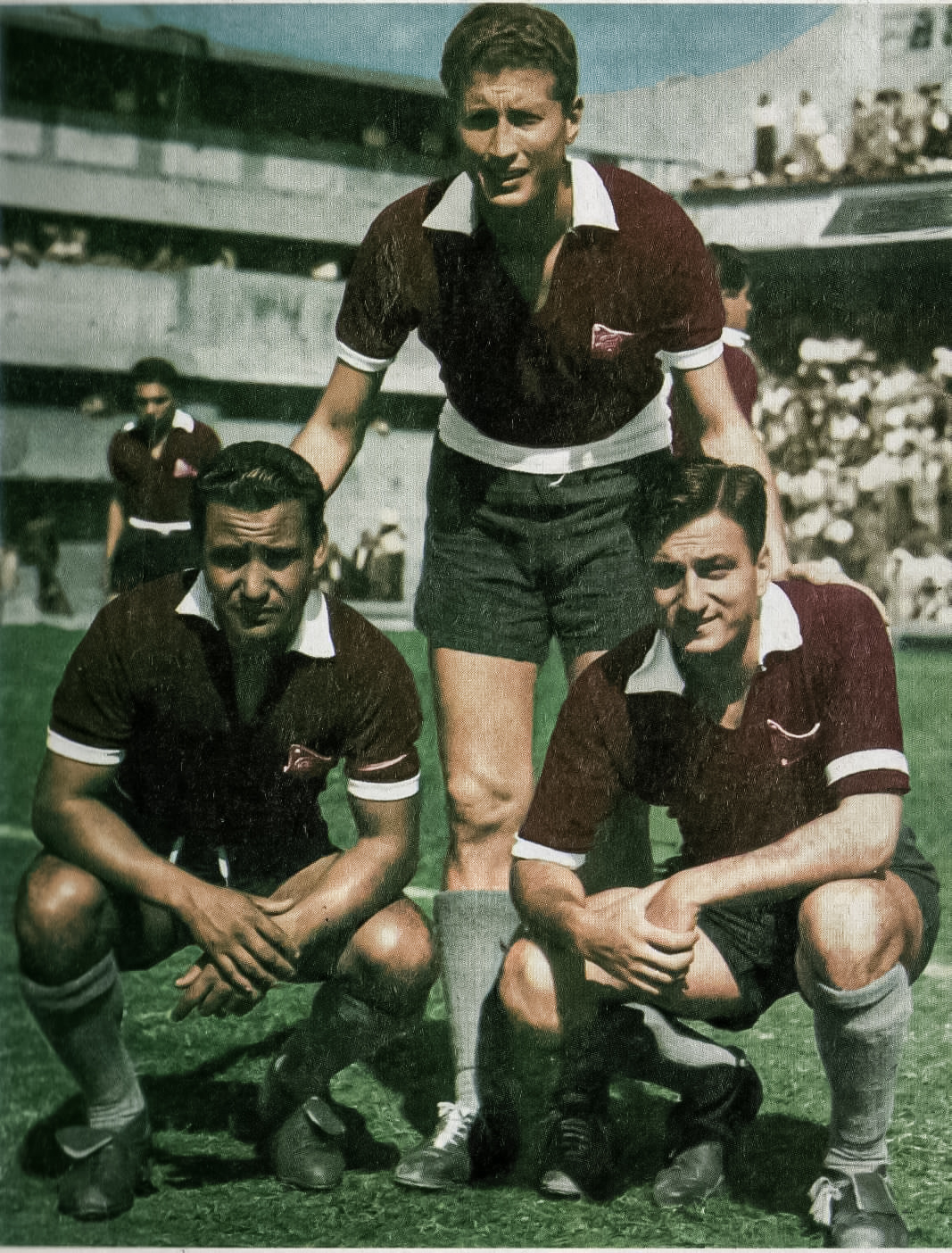
Nicolás Daponte junto a sus socios, Héctor Guidi y José Nazionale

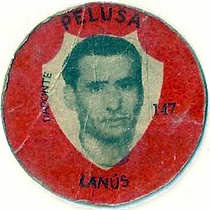
Figurita de Daponte

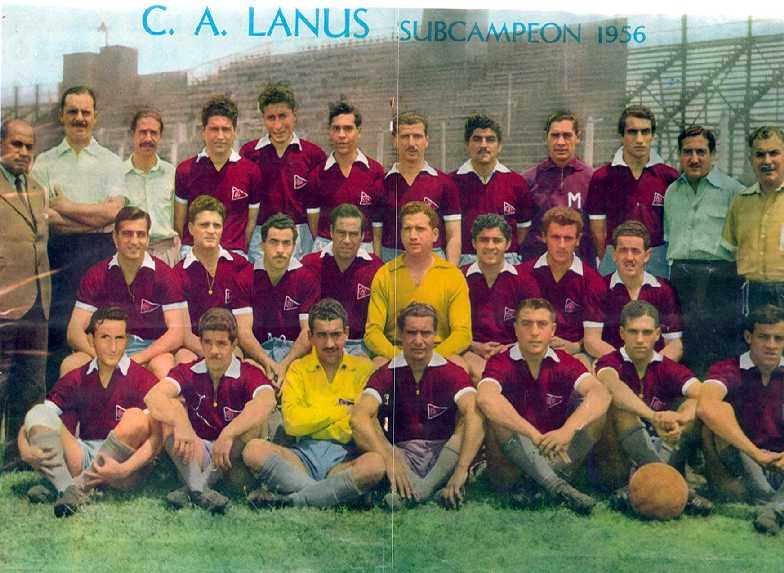
Lanús 1956

### Retiró
Nicolás Daponte se retiró del fútbol profesional tras una extensa carrera en Lanús, dejando un registro de 319 partidos oficiales ( lo que lo convierte en el quinto jugador con más presencias en la historia de la institución) 35 goles convertidos y ninguna expulsión. Su versatilidad para desempeñarse en diferentes puestos, tanto en el mediocampo como en la defensa, combinada con su técnica y compromiso, lo hicieron un ícono entre los hinchas granates.
Falleció el 21 de julio de 1997, a los 68 años, en su país natal. Su contribución al fútbol argentino, especialmente en el Club Atlético Lanús, sigue siendo recordada como parte de una de las épocas doradas del club.
Selección Argentina
En 1956, Daponte fue convocado a la Selección Argentina, donde disputó cinco partidos en el Campeonato Panamericano de Fútbol 1956, su llamado reflejó el reconocimiento a su desempeño en Lanús.
Su debut se dio el 27 de Febrero frente a Perú.

## Clubes
| Equipos             | Temporadas |
| ------------------- | ---------- |
| Club Atlético Lanús | 1949-1959  |

## Palmarés

### Campeonatos nacionales
| Título                  | Club  | País      | Año  |
| ----------------------- | ----- | --------- | ---- |
| Primera División B      | Lanús | Argentina | 1950 |
| Copa Juan Domingo Perón | Lanús | Argentina | 1955 |

### Títulos amistosos
| Título                                               | Club                | País       | Año  |
| ---------------------------------------------------- | ------------------- | ---------- | ---- |
| Trofeo Ricardo Saprissa                              | Club Atlético Lanús | Costa Rica | 1956 |
| Trofeo Otto Fallas                                   | Club Atlético Lanús | Costa Rica | 1956 |
| Trofeo de la Asociación de Periodistas de Costa Rica | Club Atlético Lanús | Costa Rica | 1956 |
| Trofeo Tabacalera Mexicana                           | Club Atlético Lanús | México     | 1957 |